# Роскошевка (посёлок)
Роскошевка (укр. Розкошівка) — посёлок в Тепликском районе Винницкой области Украины.
Население по переписи 2001 года составляло 75 человек. Почтовый индекс — 23813. Телефонный код — 03453. Занимает площадь 0,012 км². Код КОАТУУ — 523787203.

## Местный совет
23812, Вінницька обл., Теплицький р-н, с. Комарівка, вул. Жовтнева, 41